# Air Hawk and the Flying Doctors
Air Hawk and the Flying Doctors è una serie a fumetti australiana a strisce creata da John Dixon. Venne pubblicata dal 1959 al 1977. Fra le serie australiane più popolari, venne pubblicata in tutto il mondo.

## Trama
Jim Hawk, il protagonista della serie, è un ex pilota militare della seconda guerra mondiale che gestisce un servizio aereo con base ad Alice Springs impegnato soprattutto a collaborare con il Royal Flying Doctor Service. Comprimari della serie sono il dottor Hal Mathews e l'infermiera Janet Grant.

## Storia editoriale
La serie esordì nel 1959 sul quotidiano Sydney Sun Herald. nel formato a tavole domenicali alle quali quattro anni più tardi si affiancarono le strisce quotidiane. Per qualche tempo l'autore venne affiancato da Mike Tabrett e, dal marzo 1970, Dixon si limitò a supervisionare i nuovi episodi realizzati da Hart Amos e da altri collaboratori fino alla chiusura nel 1986. In Italia venne pubblicato sul mensile Air Falk edito dai Fratelli Spada nel 1965 e poi dalla Editoriale Corno nel mensile Eureka e in altre testate negli anni settanta.